# Costanziano
Costanziano (floruit: 536-562) è stato un generale bizantino.

## Biografia
Nel 536 era comes sacri stabuli e fu inviato in Dalmazia dall'Imperatore Giustiniano per riconquistarla agli Ostrogoti: ultimati i preparativi per la campagna ad Epidamno, si diresse successivamente a Epidauro e da qui salpò per l'isola di Lysina da dove inviò spie per ottenere informazioni sugli Ostrogoti che occupavano Salona; informato da esse che gli Ostrogoti, condotti da Grippa, avevano abbandonato Salona perché difficilmente difendibile per il cattivo stato delle fortificazioni, il generale poté quindi procedere alla rioccupazione della città e al riparo delle mura una volta rioccupata. Essendosi gli Ostrogoti ritirati dalla Dalmazia, Costanziano occupò la Dalmazia e la Liburnia entro l'estate 536, ma la reazione ostrogota non tardò ad arrivare: nella primavera del 537 il nuovo re ostrogoto Vitige inviò un consistente esercito alla testa dei generali Asinario e Uginisalo ad invadere la Dalmazia con una flotta, con cui tentarono di assediare Salona per terra e per mare; la flotta bizantina riuscì a distruggere la flotta ostrogota, ma l'assedio per terra continuò per qualche tempo, anche se esso fallì.
Rimase in Dalmazia fino al 540, quando, secondo la continuazione della cronaca di Marcellino Comes, raggiunse Ravenna dalla Dalmazia per ordine dell'Imperatore per essere messo al comando delle truppe: ciò avvenne dopo la caduta di Ravenna in mani bizantine e il richiamo del generalissimo Belisario a Costantinopoli. L'inazione dei comandanti imperiali durante il 540-541 permise agli Ostrogoti, che sembravano ormai vinti, di riprendersi sotto il loro nuovo re Totila: in seguito alle critiche ricevute da Giustiniano per il fatto che tardavano a infliggere il colpo di grazia al regno ostrogoto per la loro inazione, Costanziano con altri dieci comandanti cercò di espugnare Verona e successivamente Pavia, per spingere gli ultimi resistenti Ostrogoti alla resa; il piano tuttavia fallì e Totila inflisse due sconfitte decisive all'esercito imperiale, dapprima a Verona e successivamente a Faenza. Dopo i due rovesci, Totila recuperò diverse città, mentre i diversi comandanti imperiale si rinserrarono nelle città fortificate senza più osare condurre una battaglia in campo aperto contro il re ostrogoto. Nel 543 la situazione era diventata così disperata che Costanziano stesso scrisse all'Imperatore che la situazione in Italia era insostenibile per l'indisciplina dell'esercito e la carenza di rifornimenti. Giustiniano gli diede ascolto e richiamò nel 544 Belisario in Italia. Costanziano non viene più menzionato da Procopio nel seguito della narrazione in Italia, per cui probabilmente fu in quell'occasione richiamato.
Nel 548 Costanziano era a Costantinopoli e fu informato di una congiura contro Giustiniano; fallita la congiura, Germano fu accusato di esservi coinvolto, ma Costanziano e altri cortigiani lo difesero dalle accuse di fronte all'Imperatore. Gli fu affidata, come magister militum vacans, la difesa dell'Illirico: nella primavera del 549 fu inviato con una forza di 10.000 cavalieri, condotti anche da altri generali, per aiutare i Longobardi in un conflitto contro i Gepidi e gli Eruli; quando però Costanziano e gli altri generali scoprirono che i Longobardi avevano fatto pace con i loro nemici, essi dovettero comunque difendere l'Illirico dalle incursioni di Gepidi e Eruli. Ancora nel 551 fu uno dei comandanti subordinati dell'esercito posto a difesa dell'Illirico, partecipando a una spedizione per respingere le incursioni slave nell'Illirico: i Bizantini subirono una sconfitta schiacciante presso Adrianopoli, ma poi seppero rifarsi infliggendo una sconfitta al nemico e recuperando le insegne, costringendo gli Slavi al ritiro.
Entro il 553 aveva ottenuto la carica di console onorario. Il 25 maggio 553 fu inviato dall'Imperatore insieme ad altri alti ufficiali (tra cui Belisario) in una chiesa di Costantinopoli per tentate di convincere Papa Vigilio a condannare, come richiesto da Giustiniano, i Tre Capitoli, ma egli per il momento rifiutò (per approfondimenti, v. Scisma tricapitolino).
Continuò ad esercitare una certa influenza a corte, e l'11 dicembre 562 faceva parte di una commissione che doveva esaminare gli accusati di aver congiurato contro Giustiniano. All'epoca era anche patrizio.